# Monika Steinholm
Monika Steinholm (ur. 16. maja 1983) – norweska autorka książek dla dzieci i młodzieży, zamieszkała w Tromsø.
Steinholm ukończyła studium pisarskie przy Uniwersytecie w Tromsø i wydała trzy powieści dla młodzieży dziejące się w okręgu Troms. Fuck verden wydano także w Danii, a adaptacja komiksowa książki Nærmere kommer vi ikke ukazała się w Szwecji, z ilustracjami Anneli Furmark. Ta wersja książki została także przetłumaczona na francuski. Począwszy od 2018 roku ukazują się jej książki dla dzieci z serii Аnkh, które tworzy wraz z ilustratorką Tonje-Mari Clausen.
W Polsce w 2021 roku zostanie wydane Nærmere kommer vi ikke pod tytułem Bliżej już się nie da, w tłumaczeniu Joanny Barbary Bernat.
Fuck verden było nominowane do Trollkrittet – nagrody dla debiutantów w dziedzinie literatury dziecięcej i młodzieżowej.